# درک رودی
درک رودی (انگلیسی: Derek Roddy؛ زادهٔ ۲۸ اوت ۱۹۷۲) موسیقی‌دان اهل ایالات متحده آمریکا است.